# USS LST-120
O USS LST-120 foi um navio de guerra norte-americano da classe LST que operou durante a Segunda Guerra Mundial.